# 短鰭異鮡
短鰭異鮡，為輻鰭魚綱鯰形目鮡科的其中一種，為熱帶淡水魚類，分布於亞洲中國雲南省大盈江及龍川江流域，體長可達16.8公分，棲息在底層水域，生活習性不明。